# Широка-Лыка
Широка-Лыка (болг. Широка лъка) — село в Болгарии. Архитектурный и фольклорный заповедник. Находится в Смолянской области, входит в общину Смолян. Население составляет 526 человек.

## География
Село Широка-Лыка располагается в горной местности в 23 км на северо-запад от г. Смолян, в 16 км от Пампорова, в 5 км от с. Стойките, в 22 км на юго-восток от г. Девин. Высота над уровнем моря — 1058 м.

## История
3 октября 1899 года в Широка-Лыке было основано отделение Македонской организации, председатель — эконом Никола. Ранее в селе существовало отделение организации „Странджа“. В Широколыкское отделение Македонско-Одринской организации входят также и сёла Стойките, Махмутица, Солища и Гела.
В селе находится и дом Капитана Петко-воеводы, в котором располагался его штаб после Освобождения.
За последние несколько лет было опубликовано несколько книг о Широка-Лыке: „Болгарский широколыкский говор“ (автор — А. Н. Соболев, 2001), „Широка лъка и говорът на широколъчани“ (авторы — Р. Радичев, Г. Паликыштов, Г. Радичев, 2004), „Широка лъка – огнище на вяра, просвета и култура в Родопите“ (автор — Р. Радичев, 2006), а также книга Николы Гёчева, которого односельчание называли «живая история села».

## Достопримечательности
Широка-Лыка известна своими аутентичными родопскими домами, такими как Згуровский, Учиковский и Григоровский дома.
В селе имеются два храма — церковь Успения Богородицы и церковь Святого Николая.
Согласно преданию, церковь Успения Пресвятой Богородицы построена в 1834 г. всего за 38 дней. Иконостас церкви является уникальным по своему стилю. Предполагается, что его расписывали братья Димитр и Захари Зограф из Самокова или их ученики. Существует и предположение, что они сами расписывали церковь. Во дворе церкви располагается келейная школа Святого Пантелеймона, построенная в 1835 (1888) году. В её строительстве принимали участие все жители села. Школа функционировала до 1936 года.
Кроме архитектурных достопримечательностей, Широка-Лыка знамета своими песнями, которые исполняются под аккомпанемент гайды. В селе находится Национальная школа фольклорных искусств, открытая как Средняя музыкальная школа народных песен и инструментов в 1972 г.
Село включено в список Ста национальных туристических объектов Болгарского союза туристов. Печати для объектов находятся в информационном центре в Народном читалище „Экзарх Стефан I“ и в этнографическом музее.

## Регулярные события
Каждое первое воскресенье марта проводится кукерский праздник «Песпонеделник».

## Население
| Год  | Численность |
| ---- | ----------- |
| 1934 | 1035        |
| 1946 | 1062        |
| 1956 | 1108        |
| 1965 | 1074        |
| 1975 | 1244        |
| 1985 | 926         |
| 1992 | 948         |
| 2001 | 800         |
| 2011 | 203         |

Этнический состав — 442 болгарина.

## Политическая ситуация
В местном кметстве Широка-Лыка, в состав которого входит Широка-Лыка, должность кмета (старосты) исполняет Александр Томов Каврошилов (Болгарская социалистическая партия (БСП)) по результатам выборов правления кметства в 2007 году.

## Известные личности
- Антон Бозовски (1857 – ?), болгарский революционер и политик
- Калин Найденов (1865 – 1925), болгарский военачальник, генерал-лейтенант
- Экзарх Стефан I (1878 – 1957)
- Петр Кушлев — резчик по дереву, ученик Владимира Димитрова-Майстора
- Радка Кушлева, „Родопский соловей“ — первая родопская певица